# 花尾渡

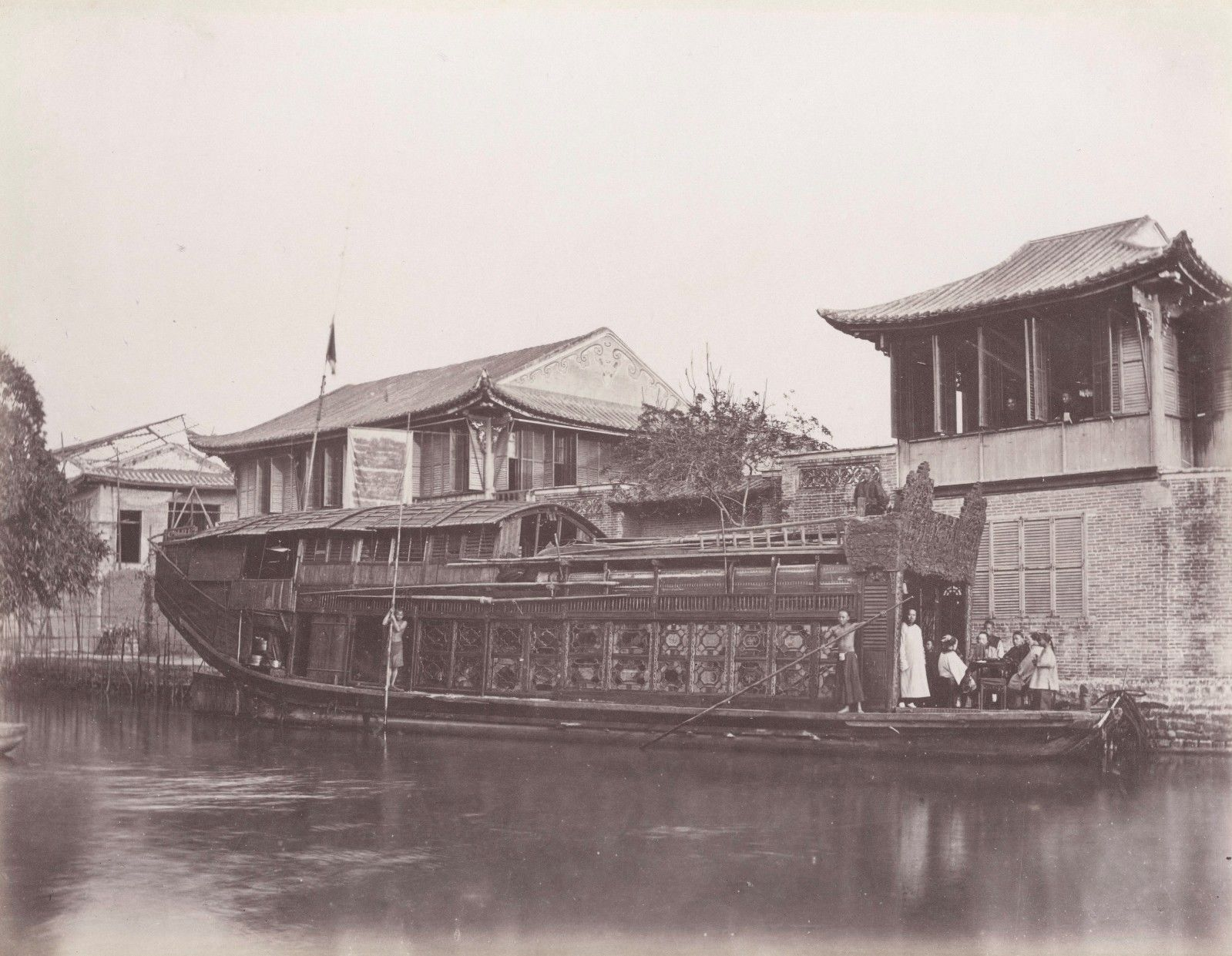
1880年廣州的花尾渡

花尾渡，又寫花尾艔，是19世紀末到1980年代兩粵與珠三角地區主要的水上交通工具。此種木船本身無動力，靠前面的機動船拖行，所以又叫拖渡（又寫拖艔），又因為部船裝飾得好靚，是舊日廣東特有的河上風景，所以叫花尾渡。曾經是珠江航運的主力，後來被鋼殼動力船取代。

## 樣貌
此種船木造巨大，類似畫舫，船上樓高3層，上層是餐樓，為一等艙；中層叫公艙，為二等艙；下層與船頭為貨艙。船的裝飾很華麗，雕欄畫棟，尤其船尾裝有彩光燈管，夜晚亮燈時格外奪目，因此叫其花尾，可謂當時的河上宮殿。

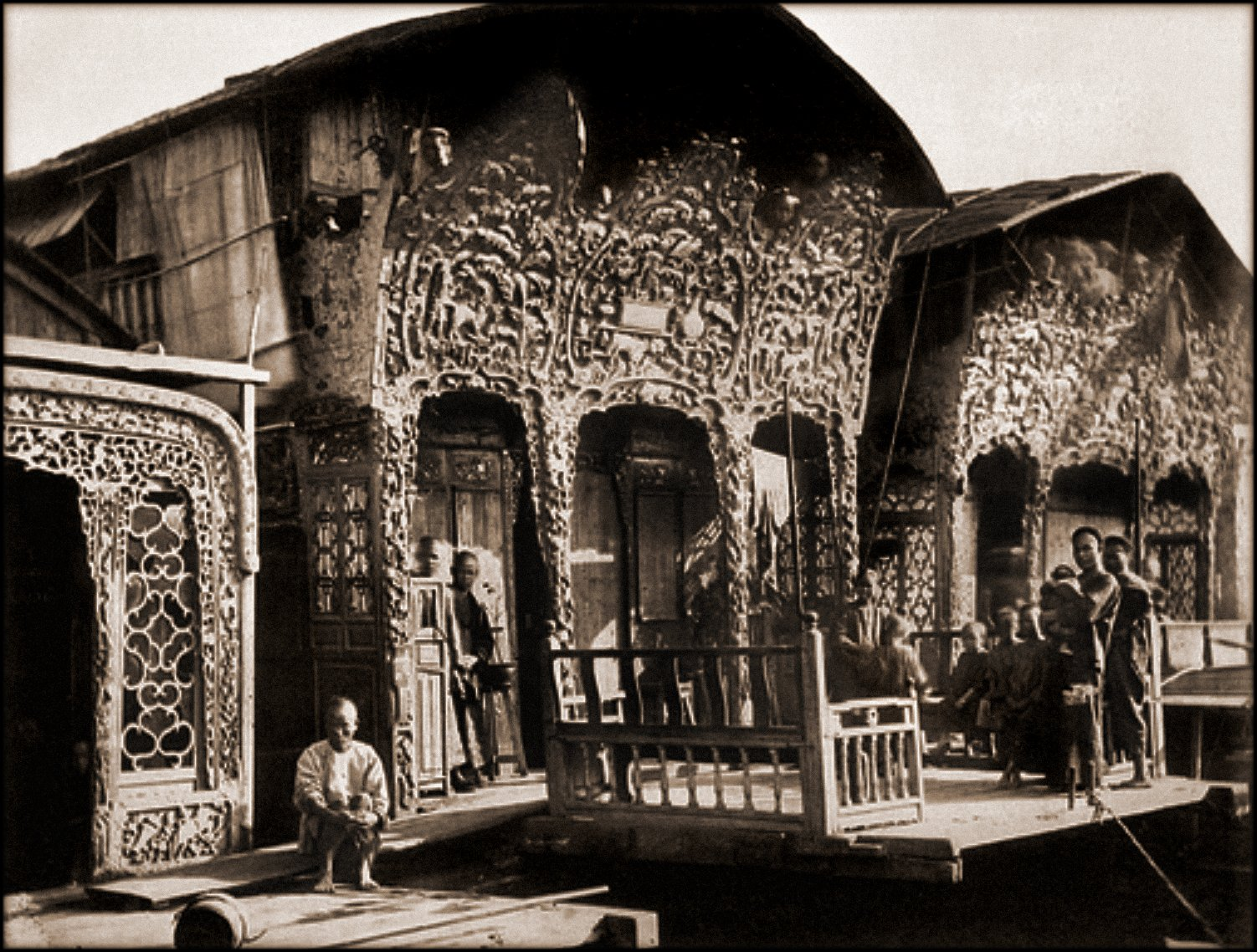
1871年廣州花尾渡，船上的雕飾極其華美。

比較大的船可載客三四百人，小點的也可裝一兩百人，可載幾十噸貨。其特色為無動力艙，全靠前頭的輪（俗話叫溫底）拖住，因而整條船航行時無噪音、不會震動、比較穩當（但抗風差），不過因為是拖渡速度就比較慢。

## 歷史
嶺南三江貫通，河道縱橫，舊時未通鐵路高速路時，渡船就是主要的交通工具，航運發達。比如當時坐車從廣州到湛江，要經過南海九江沙口渡同順德龍江渡，停車過海就比較花時間，而西江是嶺南的黃金水道，可以直通廣西，所以不少人就坐船來往兩粵。
船原先是靠槳或帆驅動，後來出現腳踏船，稱為車渡。光緒末年，火船仔（火輪）傳入廣東，越來越多渡船用火輪拖。光緒三十四年(1908年)，航商譚禮庭改造大型車渡，渡船的腳踏裝置拆掉了，改為平底船，然後按畫舫來造船，是為鳳尾渡，清末民初時船越造越豪華，設有華貴廂房、餐廳、浴室、獨衛，演變成花尾渡。
1908年（光绪三十四年），廣州永成航業公司就在廣州去梧州航線第一次採用了花尾渡。 華僑出埠，可以選擇搭花尾渡到香港，再轉郵輪出埠（中山石岐1918年就有了恆昌、利盛號每日去香港）。
1920年代末花尾渡成為珠江下游主要客船，1945年後是花尾渡的鼎盛時代，以廣州為中心，大小花尾渡行擁有梧州、肇慶、江門、三埠、石岐五大航線。到1947年時共有40幾條花尾渡（運營），製造工藝與性能都非常優秀。
最出名的花尾渡係廣州到三埠嘅新行利渡，係最大最靚嘅，譽為內河皇后，當時呢條航線上嘅人都首選搭呢部船，後來改名做曙光401渡。
花尾渡抗風問題埋下安全隱患，也在共和國後暴露出來。1980年2月27號凌晨，曙光401號在開平單水口以西5公里的潭江河面遇強風翻船，死難301人，同年11月26日，廣西桂民301於平南丹竹遇風翻沉，死100人。自幾個沉船意外後，花尾渡逐漸為鋼殼船取代。

## 拍拖典故
因為花尾渡是拖船，每次埋岸（靠岸）離岸都要拍拖一次，就是埋岸時火輪減速，船工鬆開牽引繩，花尾渡就靠慣性拍到拖船上，船工再綁好兩部船的繩，拖船發力𢶜（ngung5）去碼頭，是為「拍拖」。後來見男女拖手仔一如兩部船拍埋拖行，於是粵語中就將戀愛稱呼拍拖。

## 外部連結
- “拍拖”原出自珠江“花尾渡”[永久]
- 昔日“花尾渡”
- 想起那“花尾渡”[永久]
- 花尾渡大洋新聞
- 廣東僑網昔日花尾渡